# Пуантис-де-Ривьер
Пуанти́с-де-Ривье́р (фр. Pointis-de-Rivière, окс. Poentís de Ribèra) — коммуна во Франции, находится в регионе Юг — Пиренеи. Департамент — Верхняя Гаронна. Входит в состав кантона Барбазан. Округ коммуны — Сен-Годенс.
Код INSEE коммуны — 31426.

## География

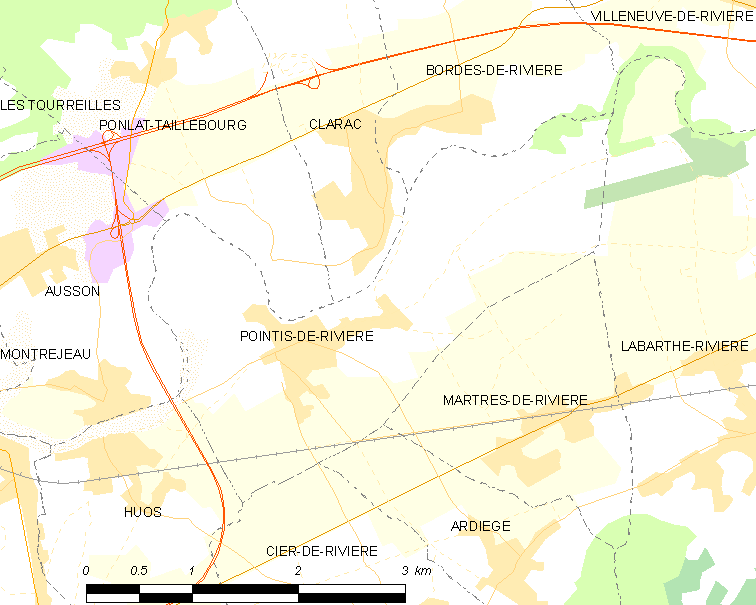
Карта коммуны

Коммуна расположена приблизительно в 660 км к югу от Парижа, в 90 км к юго-западу от Тулузы.
По территории коммуны протекает река Гаронна и проходит канал Камон (фр. Camon).

## Климат
Климат умеренно-океанический. Зима мягкая и снежная, весна характеризуется сильными дождями и грозами, лето сухое и жаркое, осень солнечная. Преобладают сильные юго-восточные и северо-западные ветры.

## Население
Население коммуны на 2010 год составляло 847 человек.
| 1962 | 1968 | 1975 | 1982 | 1990 | 1999 | 2010 |
| ---- | ---- | ---- | ---- | ---- | ---- | ---- |
| 543  | 702  | 691  | 686  | 740  | 790  | 847  |

## Экономика
В 2010 году среди 452 человек трудоспособного возраста (15—64 лет) 327 были экономически активными, 125 — неактивными (показатель активности — 72,3 %, в 1999 году было 58,6 %). Из 327 активных жителей работали 286 человек (152 мужчины и 134 женщины), безработных было 41 (18 мужчин и 23 женщины). Среди 125 неактивных 22 человека были учениками или студентами, 59 — пенсионерами, 44 были неактивными по другим причинам.